# Maria Schmolln
Maria Schmolln osztrák község Felső-Ausztria Braunau am Inn-i járásában. 2019 januárjában 1402 lakosa volt. 

## Elhelyezkedése

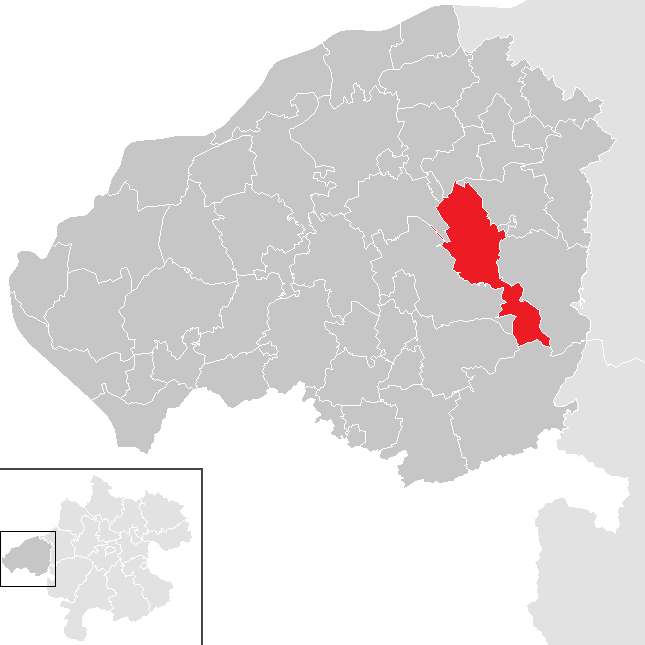
Maria Schmolln a Braunau am Inn-i járásban

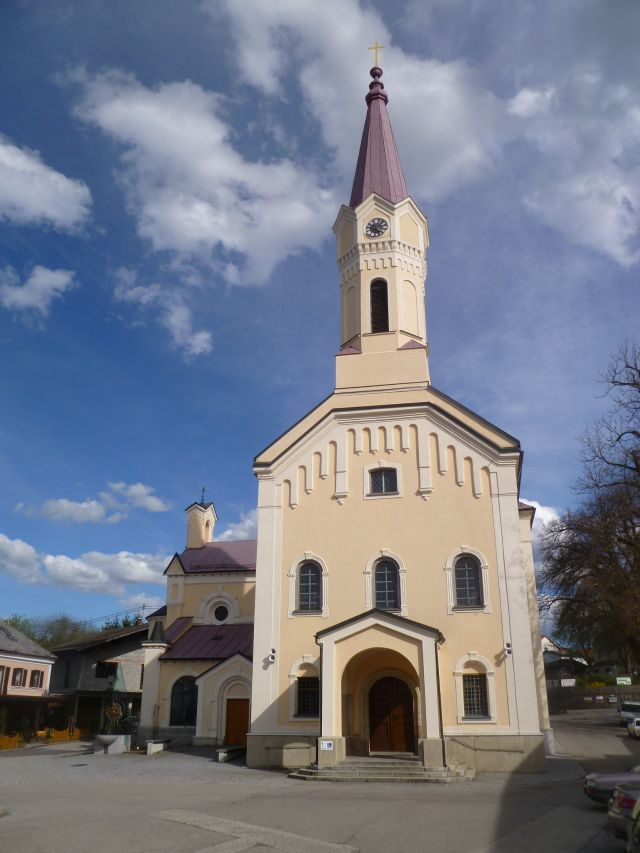
A Maria Schmolln-i kegytemplom

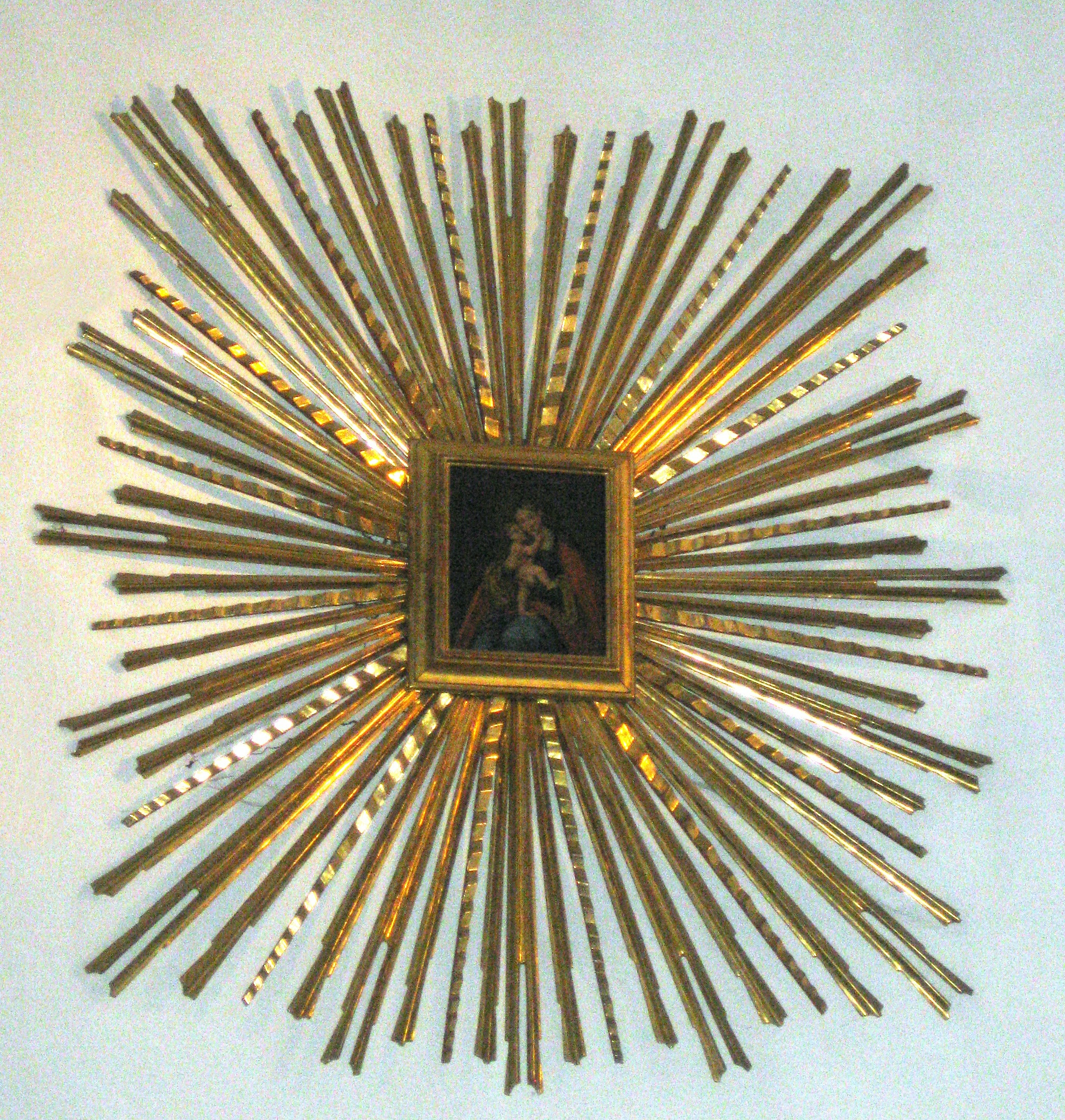
Szűz Mária képe a kápolnában

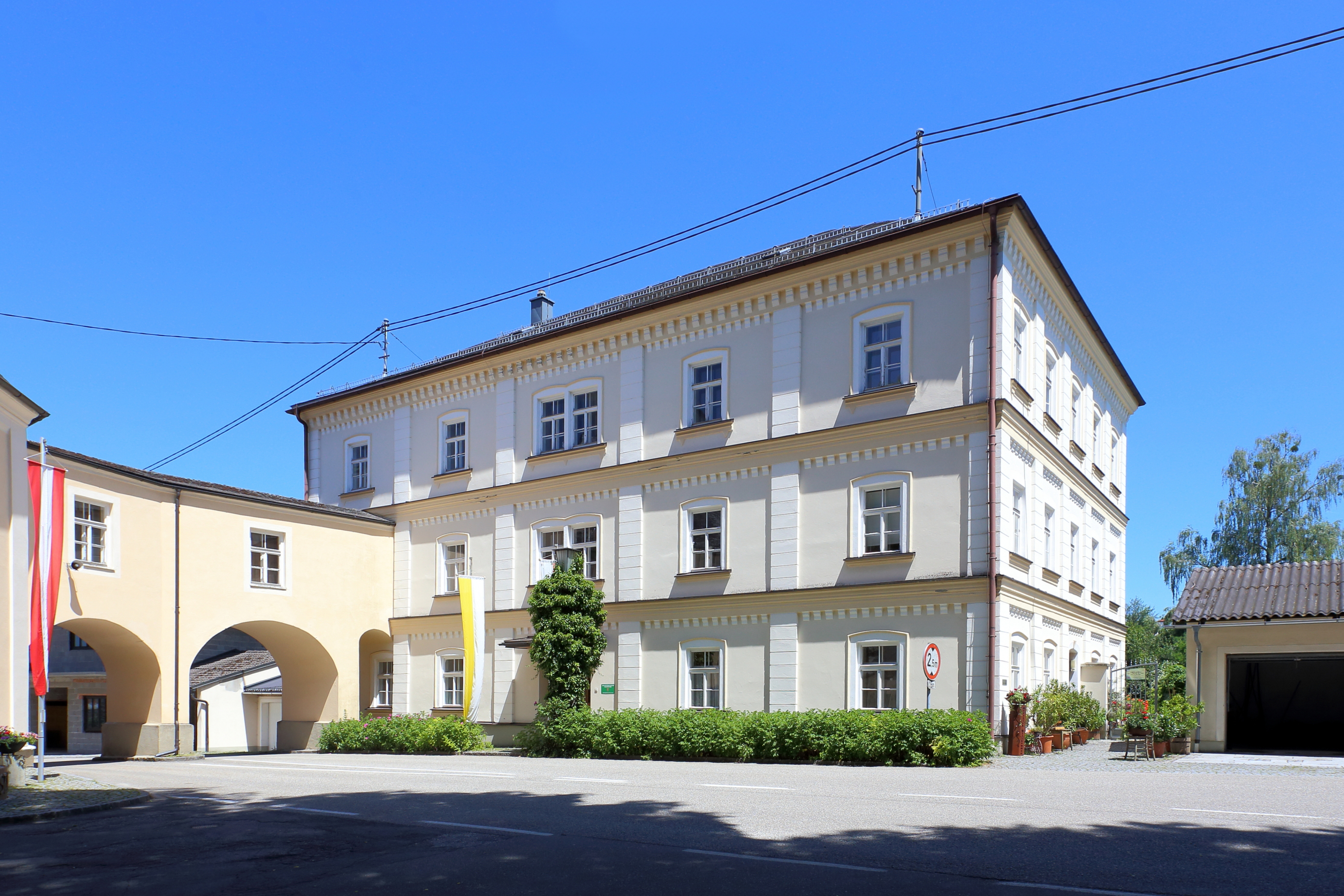
A ferences kolostor

Maria Schmolln Felső-Ausztria Innviertel régiójában fekszik a Moosbach folyó mentén, a Kobernaußerwald dombságán. Az önkormányzat 22 településrészt és falut egyesít: Aicheck (30 lakos 2018-ban), Bachleiten (20), Breitenberg (46), Bucheck (74), Großenaich (36), Gstocket (1), Haslau (75), Höh (43), Leitnerseck (41), Maria Schmolln (330), Michlbach (45), Oberfeld (35), Oberminathal (17), Perneck (18), Schnellberg (18), Schweigertsreith (51), Sollach (169), Thannstraß (35), Unterfeld (45), Unterminathal (176), Utzeneck (35) és Winkelpoint (62).
A környező önkormányzatok: északra Moosbach és Treubach, északkeletre Höhnhart, délkeletre St. Johann am Walde, délre Lengau, délnyugatra Munderfing, nyugatra Schalchen és Helpfau-Uttendorf.   

## Története
Maria Schmolln egy búcsújáró hely köré épült, viszonylag új település. A hagyomány szerint 1735-ben Michael Priewasser földműves egy Szűz Mária-képet akasztott egy fára, eltűnt fia emlékére. Az arrajárók imádkoztak a fiáért és 1784-ra a szentkép növekvő népszerűsége miatt egy kis fakápolna is épült a helyszínen. A kápolnát a hatóságok 1810-ben lebontották, de 1850-ben újjáépült. A zarándokok kiszolgálására többen odatelepültek, így hamarosan kis falu jött létre. 1860-ban elkezdték a mai kegytemplom építését, amelyet három évvel később szenteltek fel. Egyúttal egy ferences kolostor is létesült a templom mellett. A fakápolna helyén 1880-ban elkészült a mai kápolna. 1898-ban Maria Schmolln önálló községgé vált. 
A köztársaság 1918-as megalakulásakor Maria Schmollnt Felső-Ausztria tartományhoz sorolták. Miután Ausztria 1938-ban csatlakozott a Német Birodalomhoz, az Oberdonaui gau része lett. A második világháború után a község visszakerült Felső-Ausztriához. 2014-ben emlékművet állítottak Ludwig Seraphim Binder ferences szerzetesnek, akit a nácik meggyikoltak.

## Lakosság
A Maria Schmolln-i önkormányzat területén 2019 januárjában 1402 fő élt. A lakosságszám 1961 óta gyarapodó tendenciát mutat. 2016-ban a helybeliek 95,1%-a volt osztrák állampolgár; a külföldiek közül 2,1% a régi (2004 előtti), 0,6% az új EU-tagállamokból érkezett. 0,3% a volt Jugoszlávia (Szlovénia és Horvátország nélkül) vagy Törökország, 1,9% egyéb országok polgára. 2001-ben a lakosok 95,4%-a római katolikusnak, 1% evangélikusnak, 2,7% pedig felekezeten kívülinek vallotta magát. Ugyanekkor egy magyar élt a községben. 
A lakosság számának változása:

| 2016 | 1 438 |
| 2018 | 1 414 |

## Látnivalók
- a Szűz Máriának szentelt, neoromán stílusú, plébánia- és kegytemplom
- a ferences kolostor

## Fordítás
- Ez a szócikk részben vagy egészben  a   Maria Schmolln című német Wikipédia-szócikk ezen változatának fordításán alapul.  Az eredeti cikk szerkesztőit annak laptörténete sorolja fel. Ez a jelzés csupán a megfogalmazás eredetét és a szerzői jogokat jelzi, nem szolgál a cikkben szereplő információk forrásmegjelöléseként.